# Psou
Il Psou (in russo Псоу?, in abcaso Ԥсоу, in georgiano ფსოუ?) è un fiume del Caucaso occidentale; è tributario del mar Nero. È lungo 53 chilometri e segna il confine tra la Russia e la Repubblica di Abcasia, paese che ha autoproclamato la propria indipendenza dalla Georgia (da cui si è separato nel 1992). La Georgia non esercita alcun controllo su questo confine.
Segna il confine tra la Russia e la Georgia dal 1919, in seguito alla fine del cosiddetto conflitto di Soči.